# André Olà
André Olà (Rumania, 1996) es una cantante  rumana de pop y dance. Se ha hecho internacionalmente conocida gracias a su canción “Erase You!”

## Historia
André Olà se dio a conocer en el programa de la televisión italiana Io Canto, el cual ganó.
Después creó la canción Erase You, con la que consiguió ser número uno en diversas listas alrededor del mundo.[cita requerida]